# La Lettre du Continent
 (avril 2023).
La Lettre du Continent est une lettre confidentielle créée en 1985 et intégrée à l'édition quotidienne de Africa Intelligence en avril 2020. Elle est consacrée à l'actualité politique et économique en Afrique de l'Ouest et dans les pays du golfe de Guinée.
Fondée par Antoine Glaser, qui en sera le directeur jusqu'en 2010, elle est éditée depuis Paris par le groupe de presse Indigo Publications, et traduite en anglais sous le nom de West Africa Newsletter. Depuis 2010, son rédacteur en chef était Frédéric Lejeal. Ce dernier démissionnera de son poste en mai 2019.
La Lettre du Continent sous sa forme bimensuelle est arrêtée en avril 2020 pour être intégrée dans la nouvelle publication quotidienne et panafricaine, Africa Intelligence, avec les quatre autres lettres confidentielles africaines du groupe Indigo Publications.

## Ligne éditoriale
La Lettre du Continent est une publication à vocation internationale qui ne fait pas appel à la publicité. Ses enquêtes sont réalisées en collaboration avec un réseau de correspondants dans la plupart des pays d'Afrique, ainsi qu’en Europe et aux États-Unis.